# Nucet
Nucetⓘ – miasto w Rumunii, w okręgu Bihor. Według danych na rok 2002 liczy 2851 mieszkańców.